# Eptatretus carlhubbsi
Eptatretus carlhubbsi är en ryggsträngsdjursart som beskrevs av A.J.S. McMillan och Robert L. Wisner 1984. Eptatretus carlhubbsi ingår i släktet Eptatretus och familjen pirålar. IUCN kategoriserar arten globalt som livskraftig. Inga underarter finns listade i Catalogue of Life.